# Anne Spurzem
Anne Spurzem (* 27. Oktober 1955 in Mayen) ist eine deutsche Politikerin der SPD.

## Ausbildung, Beruf und Familie
Spurzem absolvierte 1974 ihr Abitur in Mayen. Anschließend studierte sie an der Universität Koblenz-Landau (Erziehungswissenschaftliche Hochschule Rheinland-Pfalz (EWH) in Koblenz) für das Lehramt an Grund- und Hauptschulen. 1977 beendete sie das Studium mit dem ersten Staatsexamen, nach dem Referendariat folgte 1979 das zweite Staatsexamen. Von 1978 bis 1991 war Spurzem als Hauptschullehrerin tätig.
Spurzem ist verheiratet und hat keine Kinder. Ihr Bruder Günter Laux war von 1990 bis 2008 Oberbürgermeister von Mayen.

## Politik
Spurzem ist seit 1972 SPD-Mitglied. Von 1991 bis 2006 war sie Mitglied des Stadtrates Mayen. Ebenso wurde sie 1991 als Abgeordnete für den Wahlkreis Mayen-Koblenz in den Rheinland-Pfälzischen Landtag gewählt, dem sie bis 2011 angehörte. Von 1994 bis 2006 war sie zudem Mitglied im Kreistag des Landkreises Mayen-Koblenz.
Sie war stellvertretende Vorsitzende der SPD-Landtagsfraktion und Mitglied im Ausschuss für Wirtschaft und Verkehr sowie im Ausschuss für Gleichstellung und Frauenförderung. Darüber hinaus war sie Mitglied des Ältestenrates des Landtages. Zur Landtagswahl 2011 trat Anne Spurzem  aus gesundheitlichen Gründen nicht erneut an.